# Волюв
Волю́в или Во́люве (нидерл. Woluwe ['wo:luwə]) — река в Бельгии (регионы Фламандский Брабант и Брюссельский столичный округ), приток реки Сенна, бассейн реки Шельда (Северное море). Длина реки составляет 15 км, площадь водосборного бассейна — 94 км².
Волюве образуется при слиянии ручьёв Вёйлбек, Каррегат и Званевейдебек в Суаньском лесу близ посёлка Ватермаль-Буафор.
Далее река протекает через брюссельские коммуны Одергем и Волюве-Сен-Пьер, где она течёт через пруды Мелларт (Mellaerts). Затем река пересекает районы Крайнем и Завентем, где долина усеяна промзонами и пересечена густой сетью автострад. В нижнем течении заключена в коллекторы. Впадает в Сенну близ города Вилворде.

## Гидрография
Волюве — типичная равнинная река. Её ширина составляет 1-3 м, глубина — 5-50 см, расход воды — 0,2—0,3 м³/с. Перепад высот — 30 м. Питание грунтовое. Река течёт по болотистой низине. На территории её бассейна проживает 200 тыс. человек (1999). Река протекает через брюссельскую песчаную формацию, образующую фреатический водоносный горизонт мощностью до 70 м.
В отличие от большинства рек Брюсселя, у Волюве сохранились открытые участки. Кроме того, часть русла в Завентеме и Дигеме была восстановлена в 2010-х годах, также были созданы зелёные зоны на её берегах. В 2000-х и 2010-х годах наблюдается улучшение качества воды.